# Ephalaenia xylina
Ephalaenia xylina är en fjärilsart som beskrevs av Eugen Wehrli 1937. Ephalaenia xylina ingår i släktet Ephalaenia och familjen mätare. Inga underarter finns listade i Catalogue of Life.